# Astaena columbiana
Astaena columbiana är en skalbaggsart som beskrevs av Blanchard 1850. Astaena columbiana ingår i släktet Astaena och familjen Melolonthidae. Inga underarter finns listade.